# Erich Busse
Erich Paul Willy Busse (* 19. Oktober 1905 in Oberschöneweide; † 20. September 1940 in Berlin) war ein deutscher Widerstandskämpfer gegen den Nationalsozialismus und Mitglied der Gruppe „Neu Beginnen“.

## Leben
Busse, gelernter Dreher, war vor 1933 Mitglied des Deutschen Metallarbeiter-Verbandes und der Kommunistischen Partei Deutschlands gewesen.
Nach der „Machtergreifung“ der Nationalsozialisten 1933 beteiligte er sich an geheimen Treffen der Widerstandsgruppe „Neu Beginnen“ und verfasste mehrere Berichte für deren Leitung (Deckname „Starke“). Am 24. April 1936 wurde er zusammen mit seiner Frau Frieda geb. Seydewitz, die aber nach vier Tagen wieder frei kam, verhaftet. Busse selbst blieb im Untersuchungsgefängnis Berlin-Moabit inhaftiert. Er wurde am 9. Januar 1937 zu zwei Jahren und drei Monaten Zuchthaus verurteilt. Am 28. Juli 1938 wurde er entlassen. Später wurde er erneut festgenommen. Er starb im Krankenhaus Neukölln in Berlin-Buckow an Nierenkrebs.

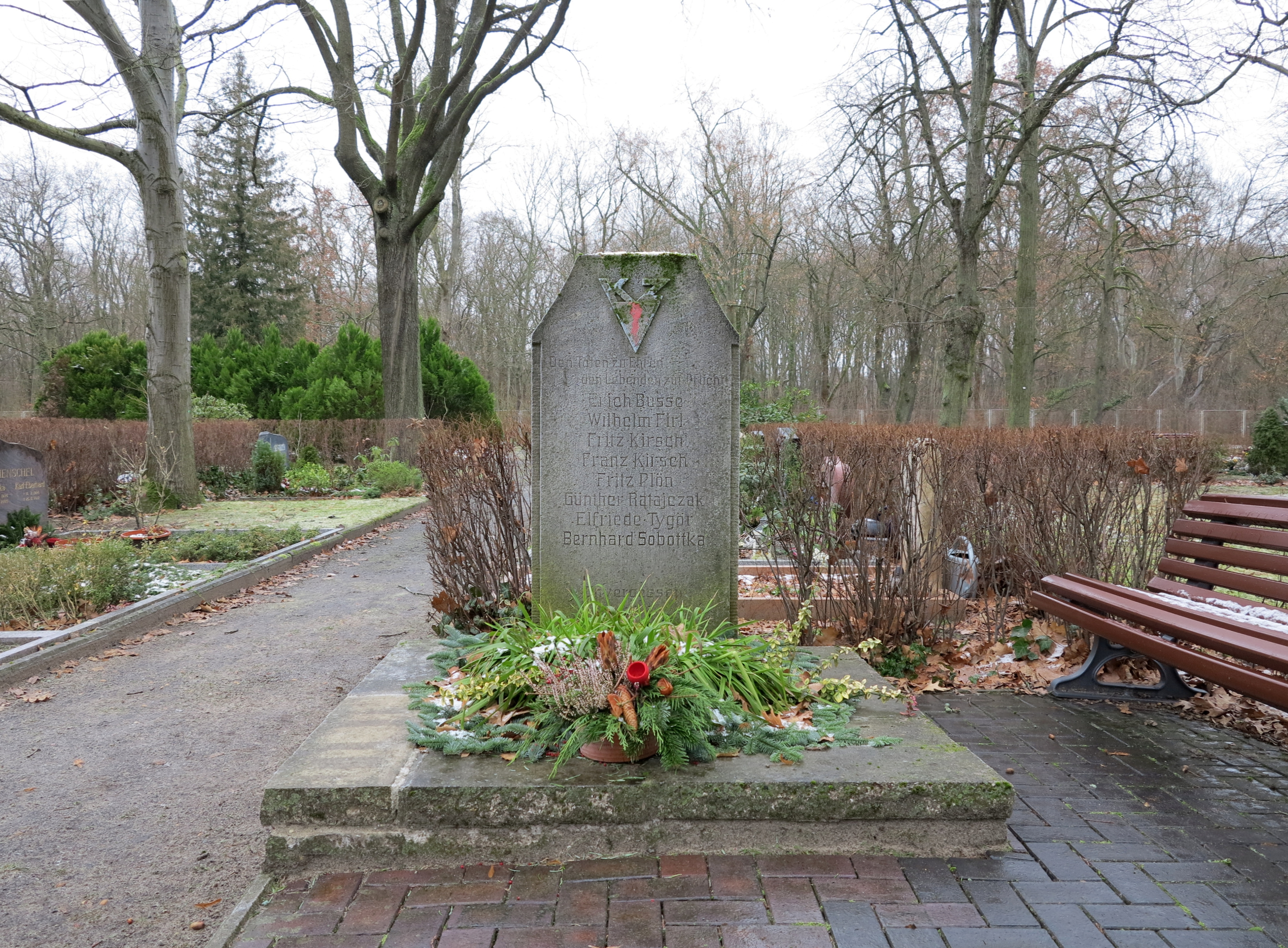
Gemeinschaftlicher Grabstein auf dem Waldfriedhof Berlin-Oberschöneweide für Erich Busse und andere Opfer des NS-Regimes

## Ehrungen
- Auf dem Waldfriedhof Oberschöneweide steht rechts vom Hauptweg ein grabmalsähnlicher Gedenkstein für Busse und sechs weitere NS-Opfer: Fritz Plön, Wilhelm Firl, Fritz Kirsch, Günther Ratajczak, Bernhard Sobottka und Elfriede Tygör.